# Eierland

Das heutige Eierland auf der Insel Texel

Eierland (historisch Eyerland) ist der Name des nördlichen Teils der niederländischen Watteninsel Texel. Es war bis zu Beginn des 19. Jahrhunderts eine eigenständige Insel.

## Orte
Die landschaftlich geprägte Region Eierland hat heute drei Ortschaften: 
- De Cocksdorp mit etwa 590 Einwohnern,
- Midden-Eierland
- Zuid-Eierland.

## Geschichte

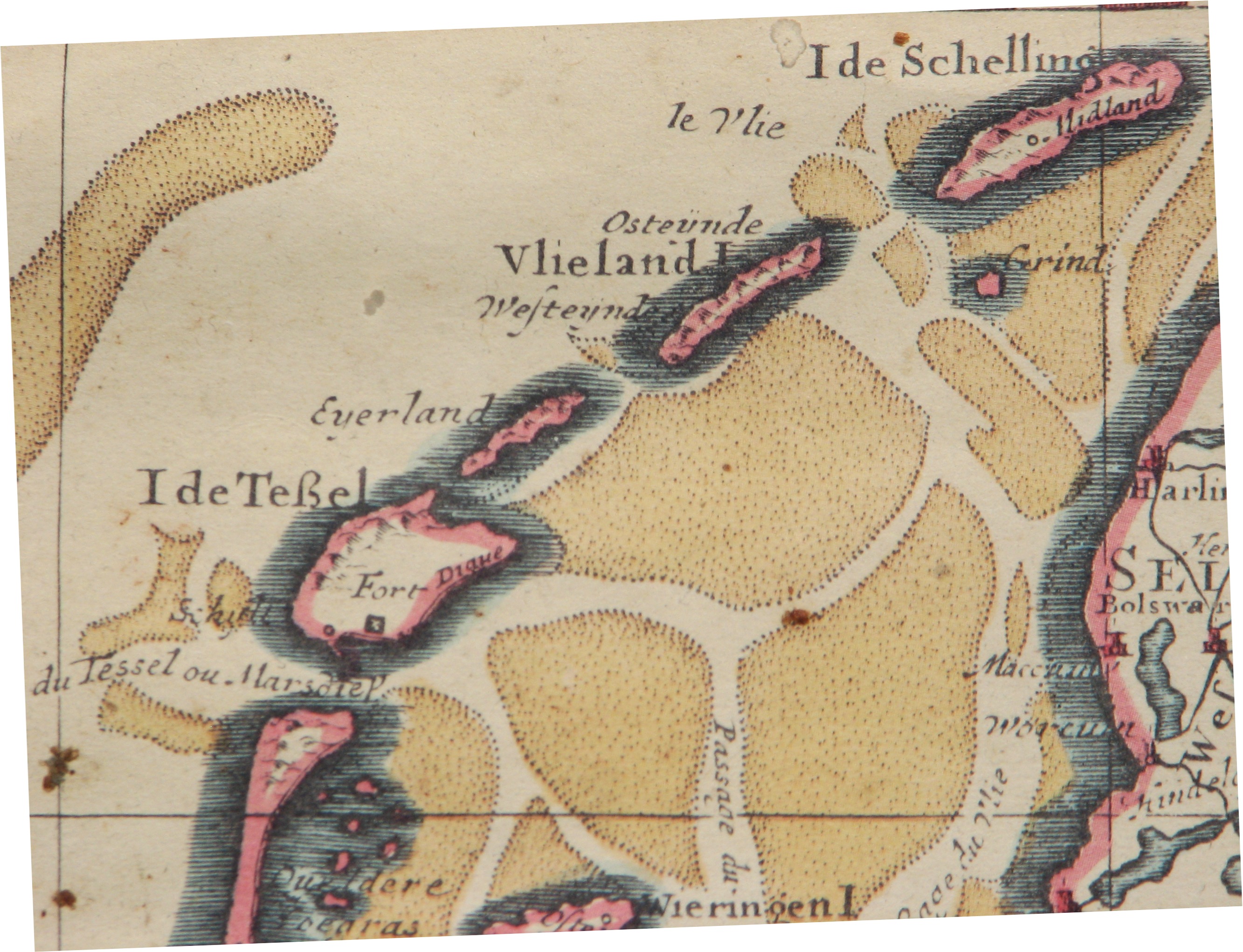
Karte von 1743 mit der Insel Eierland

Bis zum 13. Jahrhundert war Eierland Teil der Insel Vlieland. Sturmfluten und Strömungsänderungen führten dazu, dass Eierland von Vlieland getrennt und zu einer eigenständigen Insel wurde. Das zwischen Eierland und der südlich gelegenen Insel Texel bestehende Seegatt begann sich im 16. Jahrhundert durch Sandablagerungen zu schließen, so dass eine Sandbank entstand, die nur bei Sturmfluten überspült wurde. Um eine dauerhafte Verbindung zu schaffen, errichtete man 1630 einen ersten Sanddeich. Aufwändige Landgewinnungsmaßnahmen und Eindeichungsarbeiten begannen 1835. Seitdem ist Eierland Teil der Insel Texel. Vorrangiges Ziel dieser Landgewinnung war es, neue landwirtschaftliche Flächen zu gewinnen.

## Namensherkunft
Der Name Eierland rührt vermutlich daher, dass auf Eierland in großem Umfang Möweneier für die Amsterdamer Nahrungsmittelindustrie gesammelt wurden.

## Besonderheiten
Der georgische Aufstand im Jahre 1945 tobte in Eierland besonders heftig und führt zu schweren Schäden an der örtlichen Bausubstanz. Unter anderem wurde der von Quirinus Harder entworfene Leuchtturm Eierland schwer beschädigt.